# Costeggiola
Costeggiola è una località in provincia di Verona, divisa tra i comuni di Cazzano di Tramigna e di Soave. Si trova a circa 3 km da Cazzano ed a circa 4 km da Soave, sulla strada provinciale 37/a "dei ciliegi".

## Origini del nome
Il toponimo Costeggiola deriva dalla piccola costa tra le colline su cui sorge il paese.

## Storia
Le sue origini sono da collegare con le vicende di Soave. Non si hanno fonti storiche che documentano la nascita o qualche evento avvenuto in questo piccolo borgo. Qualche accenno lo troviamo nel 1500 con la costruzione della chiesa, dedicata a Sant'Antonio abate. Una lastra in marmo, incastonata nella prima colonna di destra, ricorda questo evento.

## Monumenti e luoghi d'interesse

### Architetture religiose
La chiesa di Sant'Antonio Abate fu commissionata da signori di Illasi per i dipendenti che lavoravano le loro terre nei pressi di Costeggiola. Nel corso del Cinquecento, a più riprese, sono segnalate alcune richieste fatte dagli abitanti di Costeggiola affinché fosse celebrata stabilmente la messa festiva e si potesse costruire una casa per il cappellano.
Nel corso degli anni la chiesa fu più volte ampliata e restaurata. Tre sono gli interventi più significativi: un ingrandimento nel 1663, un rifacimento nel 1707 e l'ultimo e più radicale adattamento nel 1938.
Nel 1864 sorse il nuovo cimitero staccato dalla chiesa e nel 1909 si ottenne il fonte battesimale che permise una certa autonomia nei confronti di Castelcerino che fino al 1929 rimase la parrocchia di riferimento. Infine il 25 giugno 1929 arrivò il decreto vescovile che decretò definitivamente la costituzione di Costeggiola in parrocchia.

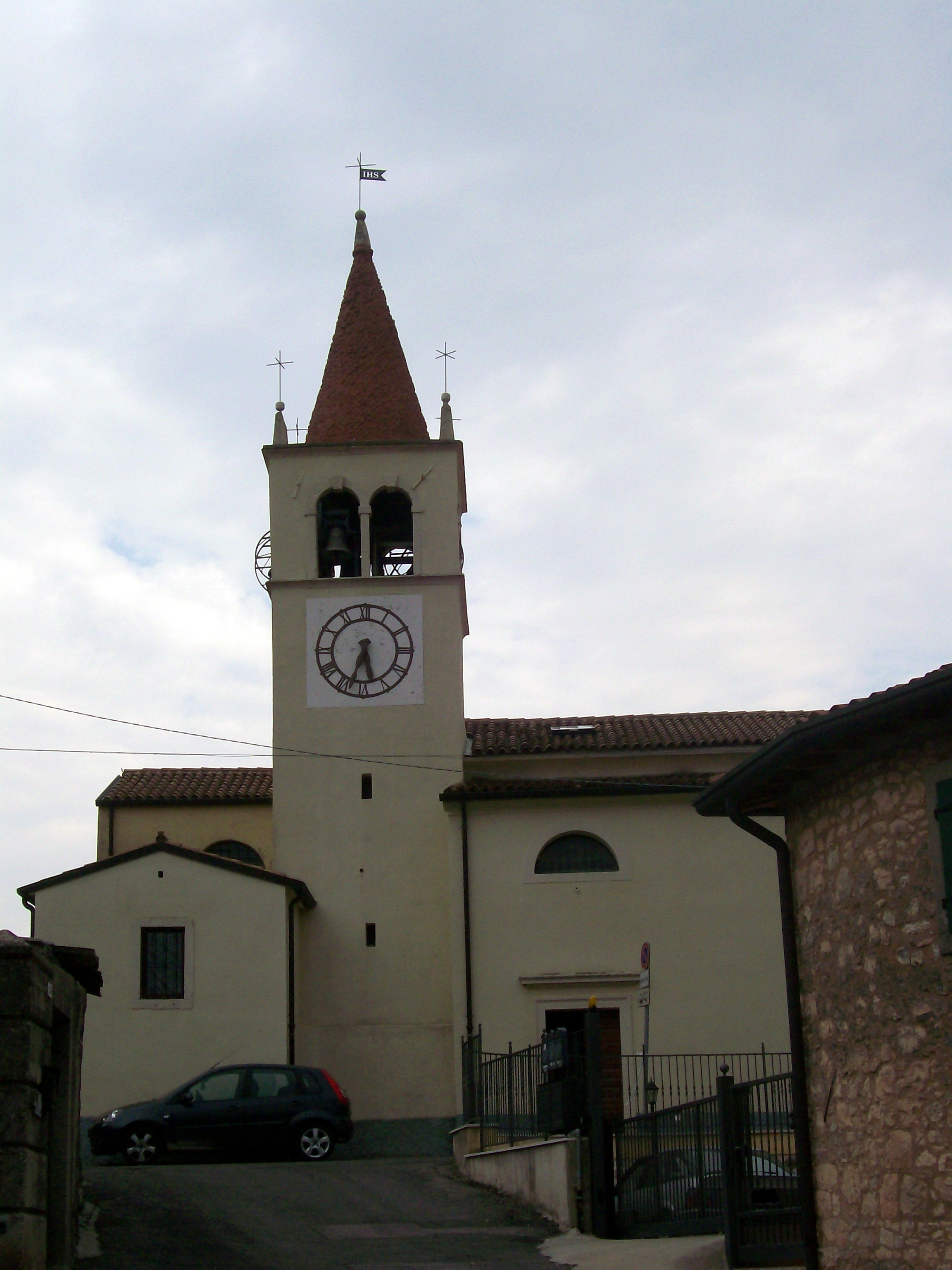
Campanile della chiesa parrocchiale di Costeggiola.

## Società

### Religione
Maggioritaria è la religione cattolica. Dal punto di vista della giurisdizione ecclesiastica il paese appartiene alla diocesi di Verona ed è sede della parrocchia di Sant'Antonio abate.

## Cultura

### Eventi
Da segnalare l'antica sagra di sant'Antonio Abate, detta dei Rufioi. Si svolge a gennaio, la terza domenica del mese. 

### Gastronomia
Il Rufiolo di Costeggiola, prodotto agroalimentare tradizionale veneto, è una sorta di raviolo dolce disegnato su una mezzaluna di pasta, ha dunque la forma del sole nascente (o come la cresta di un gallo) ed è composto da un ripieno avvolto dalla pasta liscia e sottile. Per il ripieno si utilizzano: amaretti, uva appassita, pane grattugiato, brodo di carne, cedrini, mandorle, zucchero, uova, pinoli, rhum, noce moscata; mentre gli ingredienti della pasta sono: farina, uova, latte, sale.

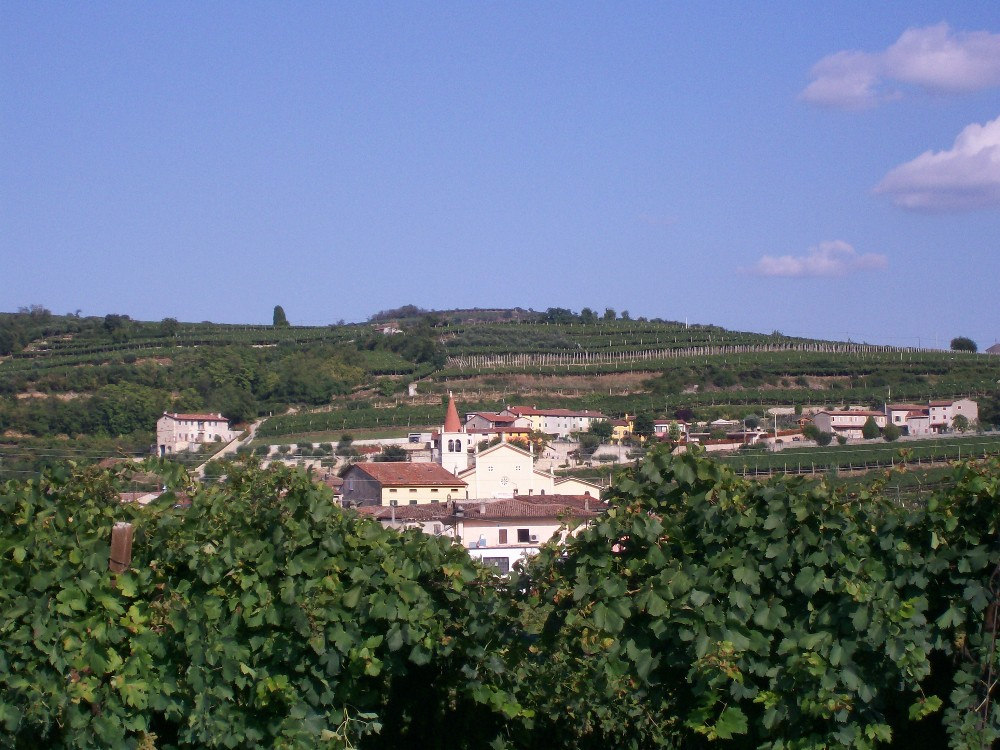
Scorcio di Costeggiola. Al centro la chiesa parrocchiale di Sant'Antonio Abate.